# Emilia i Piotr Waszkinelowie
Emilia i Piotr Waszkinelowie – polskie małżeństwo, które przyjęło podczas II wojny światowej i okupacji niemieckiej w Polsce do swojego domu żydowskie dziecko Romualda Jakuba Weksler-Waszkinela. Odznaczeni medalem Sprawiedliwy wśród Narodów Świata przyznanym przez Instytut Jad Waszem.
Piotr Waszkinel urodził się w 1907 we wsi Wejszyszki, koło miejscowości Łyntupy, (zm. 1960). Jako dwudziestoletni mężczyzna, około 1927 roku, wyjechał do Francji. Po kilku latach powrócił do Polski. W czasie służby wojskowej służył w kawalerii w Podbrodziu. Emilia Waszkinel z domu Chorąży urodziła się 4 kwietnia 1909 we wsi Łosiniec, koło Korycina, w powiecie sokólskim, w województwie białostockim, (zm. 19 kwietnia 1989). Waszkinelowie byli bezdzietnym małżeństwem.
W 1943 roku Waszkinelowie wynajmowali pokój w Święcianach na Wileńszczyźnie. Emilia wiele razy pojawiała się w getcie w Święcianach, by pomagać Żydom. W marcu 1943 roku jedna z Żydówek, Sonia Weksler, urodziła syna. Miesięczne dziecko oddała pod opiekę małżeństwa Waszkinelów, odwołując się do ich wiary chrześcijańskiej i podkreślając żydowskie pochodzenie Jezusa jako podstawę moralnego zobowiązania do udzielenia pomocy. Dziecko otrzymało imiona Romuald Jakub. Po latach Emilia Waszkinel wyznała przybranemu synowi, że nie mogła odmówić jego matce, bo oznaczałoby to wyparcie się wiary. 
Rodzice Romualda Jakuba Weksler-Waszkinela Niemcy zamordowali w czasie Holocaustu, a Emilia Waszkinel przeniosła się z synem do Wejszyszek. O pochodzeniu chłopca poinformowany był jedynie Wojciech Waszkinel, brat Piotra. Po latach ich przybrany syn został księdzem katolickim. O swoim żydowskim pochodzeniu dowiedział się w wieku trzydzieści pięciu lat – 23 lutego 1978 roku.
25 kwietnia 1995 małżeństwo Piotra i Emilii Waszkinelów otrzymało pośmiertnie tytuł Sprawiedliwych Wśród Narodów Świata, nadany przez Instytut Jad Waszem.